# The Good, the Bad and the Ugly (композиция)
«The Good, the Bad and the Ugly» (в переводе с англ. — «Хороший, плохой, злой» — в наиболее распространённом варианте перевода названия фильма) — инструментальная композиция Эннио Морриконе. Основная музыкальная тема одноимённого кинофильма 1966 года, режиссёра Серджо Леоне. Композиция была записана вместе с симфоническим оркестром под управлением дирижёра Бруно Николаи. В 1968 году была выпущена кавер-версия композиции в исполнении Хьюго Монтенегро, которая стала хитом в США и Великобритании. «The Good, the Bad and the Ugly» является одним из самых известных инструментальных треков в истории кино.

## Версия Эннио Морриконе
В 1960-х итальянский режиссёр Серджо Леоне, будучи под впечатлением от музыкальных работ Эннио Морриконе, попросил его написать музыку для своего третьего фильма — «За пригоршню долларов». Впоследствии это сотрудничество переросло в плодотворный творческий союз продлившийся несколько десятилетий, в частности Морриконе стал автором музыки для всей «Долларовой трилогии» Леоне, жанр которой прозвали «спагетти-вестернами». Во время создания центральной музыкальной темы к третьему фильму этой серии — «Хороший, плохой, злой» — Морриконе придумал мелодию, которая начиналась с двух нот (A — D в тональности Dm), а также мужского вокала, стилизованного под «вой койота». После этого следовали другие звуковые штрихи, которые символизировали главных героев фильма: для Стрелка это была сопрано-флейта, для Сентенцы (Ангельские глазки) — окарина, в свою очередь Туко характеризовал «вой койота». Обыгрывание базовой музыкальной идеи, использование её как экспозиции в заставке и раскрытие в основной части сюжета приближают музыкальное решение Морриконе в картине к сонатной форме. Парадоксальное соединение инструментов иллюстрирует вынужденное и несколько абсурдное сотрудничество героев антагонистов. Использование одной музыкальной темы тремя главными героями говорит об общности их морали. Постоянный рефрен мелодии подчёркивается и повторением шутки про «два типа людей…». Во многом благодаря запоминающейся главной теме саундтрек фильма достиг 4-го места в чарте Billboard 200 и оставался в нём на протяжении года.

## Версия Хьюго Монтенегро
Американский композитор и оркестровый дирижёр Хьюго Монтенегро начал сочинять музыку для кинофильмов в начале 1960-х. Он был настолько впечатлён саундтреком фильма «Хороший, плохой, злой», что решил создать кавер-версию его главной темы. По словам одного из участников записи — Томми Моргана, версия Монтенегро «… была записана за один день. Я думаю, на неё ушла вся суббота в студии RCA». Монтенегро и несколько сессионных музыкантов стремились повторить мелодию оригинальной записи Морриконе, используя свои собственные инструменты. Вступительные ноты были исполнены Артом Смитом на окарине; следующие за этим звуки были сыграны Морганом на губной гармонике. По словам музыканта: «Я знал, что [в оригинале] это был живой [голос], поэтому я должен был сделать филигранную работу, [что-то наподобие] звука „wah-wah“». По воспоминаниям музыкантов, между вокальными гармониями был добавлен голос самого Монтенегро, произносящим набор звуков наподобие: «реп, руп, реп, руп, реп». Также в записи приняли участие: Эллиот Фишер (электроскрипка), Мэнни Клейн (труба-пикколо) и Маззи Марчеллино (насвистывает).
К большому удивлению Монтенегро и сессионных музыкантов, ка́вер стал хитом в 1968 году. Он добрался до 2-й позиции в чарте Billboard Hot 100, уступив песне «Mrs. Robinson» дуэта Simon & Garfunkel (из фильма «Выпускник»). Кроме того, сингл лидировал три недели в хит-параде Billboard Easy Listening. В сентябре 1968 года кавер-версия попала в британский сингл-чарт, достигнув 1-го места 16 ноября и продержавшись там четыре недели кряду.

## Другие использования композиции
В описании этой песни на сайте CD Universe говорится, «она настолько широко известна, что может считаться культурным эталоном. Даже небольшого отрезка мелодии достаточно, чтобы представить образ пустынных равнин, скользящих перекати-поле и фигуры в ковбойских сапогах, зловеще стоящей поодаль». С момента выхода фильма, композиция часто использовалась чтобы передать атмосферу дикого запада на радио, в кино и на телевидении за годы. В частности, отрывки мелодии несколько раз использовались в культовом мультсериале «Симпсоны».
Среди многочисленных музыкантов, которые полностью или частично семплировали отрывки этой песни, фигурирует группа Gorillaz, чей дебютный сингл 2001 года «Clint Eastwood» получил своё название, потому что напоминал музыкальную тему Морриконе структурой мелодии. Билл Берри, бывший барабанщик инди-группы R.E.M., сыграл перкуссиционный отрывок, получивший название «Ennio whistle» на треке «How the West Was Won and Where It Got Us» из альбома New Adventures in Hi-Fi. Кроме того, кавер-версию песни записала группа The Pogues для саундтрека пародийного вестерна «Прямо в ад».
Панк-группа The Ramones часто включала запись этой композиции в начале своих выступлений. В свою очередь, группа The Vandals использовала начальный отрывок мелодии и гитарное арпеджио в песне «I Want to Be a Cowboy». Кроме того, начальный отрывок композиции был использован R&B-группой Cameo в их синглах «Word Up!» и «Single Life». В фильме «Уолл-стрит: Деньги не спят», персонаж Шайи Лабафа использовал мелодию «The Good, the Bad and the Ugly» в качестве рингтона, также в этом фильме снялся актёр Илай Уоллак — «Злой» из оригинальной киноленты. Помимо этого, рингтон с этой мелодией использует герой Оливера Джексона-Коэна «Киллер» в фильме «Быстрее пули». Также композиция фигурирует в видеоигре «Maestro! Jump in Music».
В 1980-х годах композиция использовалась в телевизионной рекламе сигарет Camel.
Семпл трека фигурирует в песне рэпера Басты Раймса «Stop The Party», после куплета T.I.. Также семпл звучит в качестве фонового бита в припеве песни рэпера Big Lurch «Texas Boy» в сочетании с семплом композиции джазового музыканта Оливера Нельсона «Skull Session».
Комедийный актёр Эдди Мёрфи насвистывал начальный отрывок темы во время монолога «Shoe-Throwing Mother», в своём телевизионном шоу «Delirious».
В 1996 году инструментальную версию перезаписала флейтистка Дана Драгомир для своего альбома «Pandana».